# Liste von Kunstwerken im öffentlichen Raum in Kamen
Die Liste von Kunstwerken im öffentlichen Raum in Kamen gibt einen Überblick über Kunst im öffentlichen Raum, unter anderem Skulpturen, Plastiken, Landmarken und andere Kunstwerke in Kamen, Kreis Unna. Es besteht kein Anspruch auf Vollständigkeit.

## Kunstwerke in Kamen
| Bezeichnung                  | Standort                                                                        | Koordinate                                  | errichtet | Künstler                            | Anmerkungen | Bild           |
| ---------------------------- | ------------------------------------------------------------------------------- | ------------------------------------------- | --------- | ----------------------------------- | --- | -------------- |
| Here comes the rain again    | Ufer der Seseke, Heerenerstraße                                                 | Koordinaten fehlen! Hilf mit.               | 2013      | Martin Kaltwasser, Folke Köbberling | Betonguss, Stahl, Glas, drei Häuser im Maßstab 1:10                                                             |                |
| Natur 3000 / Floating Stones | Mühlentorweg und 6 weitere Standorte in Lünen, Bergkamen, Kamen, Bönen und Unna | 51° 35′ 23,3″ N, 7° 39′ 51,5″ O Kamen-Mitte | 2013      | Anja Vormann, Gunnar Friel          | Steine mit QR-Code und Wlan-Zone zum Abrufen verschiedener Videos über Smartphone                               |                |
| Pixelröhre                   | Am Zusammenfluss von Körnebach und Seseke, am Klärwerk, Wilhelm-Bläser-Straße   | 51° 35′ 12,4″ N, 7° 38′ 41,4″ O             | 2010      | Wolfgang Winter, Berthold Hörbelt   | Betonröhre, Edelstahl, Ø ca. 4 m, Projekt: Über Wasser gehen                                                    | weitere Bilder |
| JETZT und der Fluss          | Hilsingstraße                                                                   | Koordinaten fehlen! Hilf mit.               | 2010      | Christian Hasucha                   | Betonfundament, Stahlarmierung verzinkt, Gabionen, Steinfüllung, 470 × 1200 × 50 cm, Projekt: Über Wasser gehen | weitere Bilder |
| Kahn                         | Buschweg oder Westicker Str., Nähe Kreuzung Südkamener Str.                     | Koordinaten fehlen! Hilf mit.               |           | Maik und Dirk Löbbert               | Boot mit wechselnden Installationen, Projekt: Über Wasser gehen                                                 | weitere Bilder |
| Die Quelle                   | Alter Markt, Kamen Mitte                                                        | 51° 35′ 31,6″ N, 7° 39′ 53,4″ O             | 1993      | Gregor Telgmann                     | |                |
| Krieger                      | Weiße Straße, Galerie Lewerentz, Kamen-Mitte                                    | Koordinaten fehlen! Hilf mit.               | 1993      | Manfred Billinger                   | |                |
| Steinzeichen                 | Pauluskirche, Kamen-Mitte                                                       | Koordinaten fehlen! Hilf mit.               | 1989      | Werner Ratering                     | |                |
| Zeitenwende                  | Technopark, Kamen-Mitte                                                         | Koordinaten fehlen! Hilf mit.               | 1999      | Reimund Kasper                      | |                |
| Dialog                       | Städt. Sparkasse, Kamen-Mitte                                                   | 51° 35′ 36,2″ N, 7° 39′ 39,9″ O             | 1982      | Ernst Oldenburg                     | |                |
| Zeitgrab                     | Koppelteichanlage, Kamen-Mitte                                                  | Koordinaten fehlen! Hilf mit.               | 1999      | Hans-Detlef Grüber                  | |                |
| Kind mit Baum                | Märkische Straße, Kamen-Heeren                                                  | Koordinaten fehlen! Hilf mit.               | 1982      | Heinrich Kemmer                     | |                |
| Masken                       | Westicker Str.1, Kamen-Mitte                                                    | Koordinaten fehlen! Hilf mit.               | 1970      | Heinrich Kemmer                     | |                |
| Durchdringung                | Kreuzungsbereich Perthesstr. /Dortmunder Allee, Kamen-Südkamen                  | Koordinaten fehlen! Hilf mit.               | 1999      | Tassilo Sturm                       | |                |
| chordnung                    | Märkischestr., Kamen-Heeren                                                     | Koordinaten fehlen! Hilf mit.               | 1999      | Guido Muermann                      | |                |
| Wolkenschaukel               | Krankenhaus, Kamen-Mitte                                                        | 51° 35′ 44,2″ N, 7° 39′ 48″ O               | 1987      | Otmar Alt                           | |                |
| Zeitraum                     | Postpark, Kamen-Mitte                                                           | 51° 35′ 17,9″ N, 7° 39′ 59,4″ O             | 1999      | Gisela Lieberknecht-Krinke          | |                |
| Partnerschaftsbrunnen        | Städt. Musikschule                                                              | 51° 35′ 29″ N, 7° 39′ 31,7″ O               | 1991      | Carlernst Kürten                    | |                |
| Die steinerne Flöte          | Städt. Musikschule                                                              | 51° 35′ 28,6″ N, 7° 39′ 31,3″ O             | 2009      | Nina Kurth                          | |                |
| Zurückbetrachter             | Kreuzungsbereich Gemaniastr./In der Kaiserau, Kamen-Methler                     | Koordinaten fehlen! Hilf mit.               | 2001      | Peter Tournee                       | |                |
| Zusammenschluß               | Neues Rathaus, Kamen-Mitte                                                      | 51° 35′ 14,1″ N, 7° 39′ 43,3″ O             | 1976      | Carlernst Kürten                    | |                |
| Zeit-Bewegung                | Edelkirchenhof, Kamen-Mitte                                                     | 51° 35′ 34,8″ N, 7° 39′ 30,8″ O             | 1999      | Peter Bucker                        | |                |
| Bergmannsleben               | Einsteinstraße, Kamen-Methler                                                   | Koordinaten fehlen! Hilf mit.               | 1981      | Lothar Kampmann                     | |                |
| Durchbruch                   | Koppelteichanlage, Kamen-Mitte                                                  | Koordinaten fehlen! Hilf mit.               | 1999      | Heinz Sturm                         | |                |
| Relief der Vergangenheit     | Südschule, Kamen Südkamen                                                       | Koordinaten fehlen! Hilf mit.               | 1970      |                                     | |                |
| Kömischer Bleier             | Partnerschaftsbrücke, Kamen-Mitte                                               | 51° 35′ 22,8″ N, 7° 39′ 51,5″ O             | 1968      | Lothar Kampmann                     | Verzinkter Stahl, erhielt 2013 seinen neuen Standort an der Partnerschaftsbrücke.                               |                |
| Kömischer Bleier             | Ängelholmer Brücke, Kamen-Mitte                                                 | 51° 35′ 28,8″ N, 7° 40′ 7,7″ O              | 2005/2007 | Winfried Totzek                     | Edelstahl |                |
| Gelbe Engel                  | Kamener Kreuz                                                                   |                                             |           | Alfred Gockel                       | |                |